# Marija Manolova
Marija Momčeva Manolova (cirillico Мария Момчева Манолова; Čepelare, 6 settembre 1963) è un'ex biatleta bulgara.

## Biografia
In Coppa del Mondo ottenne il primo risultato di rilievo il 21 gennaio 1988 ad Anterselva (18ª), il primo podio il 30 gennaio successivo a Ruhpolding (3ª) e la prima vittoria il 18 marzo dello stesso anno a Jyväskylä.
In carriera prese parte a due edizioni dei Giochi olimpici invernali, Albertville 1992 (16ª nell'individuale) e Lillehammer 1994 (52ª nella sprint, 22ª nell'individuale, 13ª nella staffetta) e a sette dei Mondiali, vincendo tre medaglie.

## Palmarès

### Mondiali
- 3 medaglie:
  - 2 argenti (staffetta a Feistritz 1989; gara a squadre a Lahti 1991)
  - 1 bronzo (gara a squadre a Minsk/Oslo/Kontiolahti 1990)

### Coppa del Mondo
- Miglior piazzamento in classifica generale: 12ª nel 1992
- 5 podi (tutti individuali[1]):
  - 2 vittorie
  - 3 terzi posti

#### Coppa del Mondo - vittorie
| Data             | Località                | Nazione   | Specialità |
| ---------------- | ----------------------- | --------- | ---------- |
| 18 marzo 1988    | Jyväskylä               | Finlandia | IN         |
| 15 dicembre 1988 | Albertville Les Saisies | Francia   | IN         |

Legenda:

IN = individuale